# BAM Número Nueve
BAM Número Nueve är en ort i Mexiko.   Den ligger i kommunen La Paz och delstaten Baja California Sur, i den västra delen av landet, 1 300 km väster om huvudstaden Mexico City. BAM Número Nueve ligger 16 meter över havet och antalet invånare är 119.
Terrängen runt BAM Número Nueve är huvudsakligen platt, men österut är den kuperad. Havet är nära BAM Número Nueve åt nordväst. Runt BAM Número Nueve är det glesbefolkat, med 20 invånare per kvadratkilometer. Närmaste större samhälle är La Paz, 9,5 km nordost om BAM Número Nueve. Omgivningarna runt BAM Número Nueve är i huvudsak ett öppet busklandskap.